# Deutscher Sportjournalistenpreis
Der Deutsche Sportjournalistenpreis, bis 2013 Herbert-Award (Eigenschreibweise HERBERT-Award) war ein deutscher Journalismuspreis. Er wurde von 2005 bis 2021 alle zwei Jahre in Hamburg an die besten Sportjournalisten, -publikationen und -sendungen vergeben. Er trug bis 2013 den Namen des Reporters Herbert Zimmermann, bekannt für seinen Radiokommentar des Endspiels der Fußball-Weltmeisterschaft 1954. Die Preisverleihung fand im Grand Elysée Hotel statt und wurde organisiert von der Eventagentur Sören Bauer Events mit Unterstützung diverser Partner.
Stimmberechtigt waren alle Athleten mit Bundes- und Landeskaderstatus, die Teamsportler der Bundesligen Basketball, Eishockey, Handball, Fußball (1. bis 3. Liga), Hockey und Volleyball, sowie Einzelsportler aus Boxen, Tennis oder Golf. Hinzu kamen durch die Unterstützung der Stiftung Deutsche Sporthilfe rund 1000 ehemals geförderte Athleten sowie 600 Nachwuchssportler aus Sportinternaten, insgesamt gut 20.000 Athleten. Jeder Athlet hatte drei Stimmen, er konnte auch für nicht nominierte Kandidaten stimmen. Die Erststimme war drei Punkte wert, die Zweitstimme zwei und die Drittstimme einen. Die Nominierungen wurden durch ein Gremium aus ehemaligen und aktiven Spitzensportlern und Sportexperten vorgenommen. Die Auszeichnung für das Lebenswerk vergab der Verband Deutscher Sportjournalisten.
Bis 2013 erhielten die drei Punktbesten der jeweiligen Kategorie den „Goldenen“, „Silbernen“ und „Bronzenen Herbert“. Der Preis war eine Aluminiumplatte mit der Silhouette von Zimmermanns Gesicht in Gold, Silber oder Bronze, davor war auf der Höhe des Mundes eine Plexiglaskugel als angedeutetes Mikrofon in die Platte eingelassen. Er wog etwa zweieinhalb Kilogramm. Neben den „Herberts“ gab es einen oder mehrere Spezialpreise, die variierten.

## Verleihungen
- Herbert-Award 2005
- Herbert-Award 2007
- Herbert-Award 2009
- Herbert-Award 2011
- Herbert-Award 2013
- Deutscher Sportjournalistenpreis 2015
- Deutscher Sportjournalistenpreis 2017
- Deutscher Sportjournalistenpreis 2019
- Deutscher Sportjournalistenpreis 2021